# Omni (czasopismo)
Omni – czasopismo naukowe oraz fantastycznonaukowe publikowane w USA oraz Wielkiej Brytanii. Zawierał artykuły o nauce i parapsychologii. Ponadto można było w nim znaleźć opowiadania fantastycznonaukowe oraz fantasy. Od 1978 do 1995 był publikowany w wersji drukowanej. Po raz pierwszy ukazał się w wersji e-magazynu na CompuServe w 1986, a od 1996 działał tylko w sieci. Przestał działać w sposób nagły pod koniec 1997, po śmierci jego współzałożycielki Kathy Keeton; aktywność na stronie internetowej zakończyła się w kwietniu.